# Haplotaxodon
Genre
Haplotaxodon est un genre de poisson osseux de la famille des Cichlidés.

## Liste des espèces
Selon FishBase (24 janv. 2017) :
- Haplotaxodon microlepis Boulenger, 1906
- Haplotaxodon trifasciatus Takahashi & Nakaya, 1999